# دریاچه آک‌گول
دریاچه آک‌گول (ترکی استانبولی: Akgöl Gölü) یک دریاچه در استان وان کشور ترکیه است.